# Eleccions regionals de Trentino-Tirol del Sud de 2003
Les eleccions regionals de Trentino-Tirol del Sud de 2003 se celebraren el 26 d'octubre de 2003, i ja no s'hi escollí un Consell Regional, sinó dos consells autònoms provincials. Les eleccions se celebraren pel sistema proporcional a Tirol del Sud i pel sistema majoritari al Trentino.

## Província de Trento
La participació fou del 74,2%, amb un total de 296.311 votants. Els vots en blancs foren 5.806 (1,9%), els vots invalidats 7.658 (2,6%), els vots nuls 3.462 (1,2%).
| Candidats         | vots    | %     | seggi | Partits                                    | vots    | %     | escons |
| ----------------- | ------- | ----- | ----- | ------------------------------------------ | ------- | ----- | ------ |
| Lorenzo Dellai    | 169.916 | 60,82 | 23    | Civica Margherita                          | 69.856  | 25,88 | 12     |
| Lorenzo Dellai    | 169.916 | 60,82 | 23    | Esquerra Democràtica i Reformista          | 36.779  | 13,63 | 5      |
| Lorenzo Dellai    | 169.916 | 60,82 | 23    | Partit Autonomista Trentino Tirolès        | 24.261  | 8,99  | 3      |
| Lorenzo Dellai    | 169.916 | 60,82 | 23    | Verds i Demòcrates                         | 9.479   | 3,51  | 1      |
| Lorenzo Dellai    | 169.916 | 60,82 | 23    | Lleials al Trentino                        | 7.079   | 2,62  | 1      |
| Lorenzo Dellai    | 169.916 | 60,82 | 23    | Centre Popular                             | 6.002   | 2,22  | -      |
| Lorenzo Dellai    | 169.916 | 60,82 | 23    | Socialistes Democràtics Italians           | 5.192   | 1,92  | -      |
| Lorenzo Dellai    | 169.916 | 60,82 | 23    | Unió Autonomista Ladina                    | 2.990   | 1,11  | 1      |
| Lorenzo Dellai    | 169.916 | 60,82 | 23    | Partit dels Comunistes Italians            | 2.323   | 0,86  | -      |
| Carlo Andreotti   | 85.688  | 30,67 | 11    | Forza Italia                               | 36.228  | 13,4  | 5      |
| Carlo Andreotti   | 85.688  | 30,67 | 11    | Lliga Nord Trentino                        | 16.526  | 6,12  | 2      |
| Carlo Andreotti   | 85.688  | 30,67 | 11    | Unió dels Demòcrates Cristians i de Centre | 13.667  | 5,06  | 2      |
| Carlo Andreotti   | 85.688  | 30,67 | 11    | Alleanza Nazionale                         | 10.996  | 4,07  | 1      |
| Carlo Andreotti   | 85.688  | 30,67 | 11    | Trentino Autonomista                       | 5.853   | 2,17  | 1      |
| Agostino Catalano | 7.891   | 2,82  | 1     | Rifondazione Comunista                     | 7.662   | 2,84  | 1      |
| Bruno Firmani     | 4.285   | 1,53  | -     | Itàlia dels Valors                         | 4.106   | 1,52  | -      |
| Claudio Taverna   | 4.107   | 1,47  | -     | Llista Claudio Taverna                     | 3.817   | 1,41  | -      |
| Guido Gasperotti  | 3.192   | 1,14  | -     | Movimento per i diritti - Su la testa      | 3.041   | 1,13  | -      |
| Benito Rossi      | 2.213   | 0,79  | -     | Partit dels Pensionistes                   | 2.159   | 0,80  | -      |
| Giorgio Leonardi  | 2.092   | 0,75  | -     | UDEUR                                      | 1.897   | 0,70  | -      |
| Total             | 279.384 | 100,0 | 35    |                                            | 269.913 | 100,0 | 35     |

El President de la Província de Trento fou Lorenzo Dellai.

## Tirol del Sud
| Partits                                          | vots    | %      | escons |
| ------------------------------------------------ | ------- | ------ | ------ |
| Südtiroler Volkspartei                           | 167.353 | 55,6%  | 21     |
| Alleanza Nazionale                               | 25.382  | 8,4%   | 3      |
| Verds del Tirol del Sud – DPS                    | 23.708  | 7,9%   | 3      |
| Union für Südtirol                               | 20.554  | 6,8%   | 2      |
| Die Freiheitlichen                               | 15.121  | 5,0%   | 2      |
| Pace e Diritti - Insieme a sinistra (DS-PRC-SDI) | 11.575  | 3,8%   | 1      |
| Unió Autonomista (UD-La Margherita-UDC)          | 11.179  | 3,7%   | 1      |
| Forza Italia                                     | 10.186  | 3,4%   | 1      |
| Unitalia                                         | 4.499   | 1,5%   | 1      |
| Ladins                                           | 4.112   | 1,4%   | -      |
| Alternativa Rosa                                 | 2.881   | 1,0%   | -      |
| Partit dels Comunistes Italians                  | 2.614   | 0,9%   | -      |
| Lliga Nord del Tirol del Sud                     | 1.626   | 0,5%   | -      |
| Total                                            | 300.790 | 100,00 | 35     |

El Landtag del Tirol del Sud ha confirmat com a governador de la província Luis Durnwalder.